# El Torricó
|  | Per a altres significats, vegeu «Torricó». |

El Torricó és un municipi de la Llitera, a la Franja de Ponent. S'hi publica una revista titulada "Temps de Parlar" amb articles majoritàriament en castellà.

## Toponímia
Entre el 1391 i el 1495 està documentat el nom de Torriguo o Torriquo, Torrico i torricó apareixen entre el 1543 i el 1609 i Altorricó o Altorricón a partir de 1857. Sembla que aquestes dues darreres accepcions venen determinades per la tendència a pronunciar l'article El com a Al, ja que no existeix cap indici d'origen àrab d'aquest topònim.

## Història
Els plans de la part inferior de la comarca de la Llitera han estat ocupats per l'home prehistòric des de fa més de 100.000 anys i les peces lítiques trobades en diverses partides rurals del Torricó, constitueixen part del patrimoni arqueològic més antic d'Aragó.
Sota el seu propi nucli urbà han aparegut restes neolítiques amb una antiguitat d'uns 4.500 anys, i de l'edat del bronze, així com abundant ceràmica ja d'època medieval.
La història del Torricó ha estat vinculada a la de Tamarit, fins a la seva segregació d'aquella vila a mitjans de la dècada dels anys trenta del segle passat. El considerable augment de la població del Torricó -el 1930 ja tenia 904 habitants- i el desig exprés de la majoria dels seus habitants va fer possible que se sol·licités la segregació de l'Ajuntament de Tamarit de Llitera, la qual va ser acceptada pel seu consistori, i des del dia 7 de juliol de 1932 és Ajuntament de nova creació, segregat del de Tamarit de Llitera.
Així va començar el Torricó seu nou camí. Tenia Ajuntament propi encara que no tenia terme municipal, de manera que el 3 de juliol de 1933 es va formar la Comissió de Delimitació del seu terme. Malgrat les disposicions legals i de les ordenances emanades des del Govern Civil, la Comissió de Delimitació no va aconseguir fer la seva comesa de manera satisfactòria fins al dia 2 d'abril de 1935, per la manca d'acords concrets amb l'Ajuntament de Tamarit de Llitera, el qual veia reduir de forma considerable el seu propi terme municipal. Des d'aquest dia històric, el municipi del Torricó va aconseguir la seva plenitud com a tal, atès que a la constitució com a Ajuntament propi se li sumava una cosa tan inherent a ell com imprescindible, un propi terme sobre el qual efectuar la seva jurisdicció.

## Economia
Les seves principals fonts de riquesa són l'agricultura i la ramaderia. Hi ha 2.857 ha de regadiu i 90 ha de secà

## Entitats de població
- Cuquet.[6]
- La Montanera, despoblat.[7]

## Demografia
| 1900 | 1910 | 1920 | 1930 | 1940  | 1950  | 1960  | 1970  | 1978  | 1991  | 1996  | 2001  | 2004  | 2005  | 2006  | 2008  |
| ---- | ---- | ---- | ---- | ----- | ----- | ----- | ----- | ----- | ----- | ----- | ----- | ----- | ----- | ----- | ----- |
| 532  | 621  | 856  | 921  | 1.214 | 1.587 | 1.730 | 1.699 | 1.687 | 1.259 | 1.454 | 1.457 | 1.447 | 1.462 | 1.469 | 1.491 |

## Monuments i llocs d'interès

### Monuments religiosos
- Església parroquial de sant Bartomeu Apòstol.
- Ermita de Sant Bartomeu, romànica, de finals del segle XII. Té un absis a cada extrem de la nau.[8]

### Jaciments arqueològics
- Útils paleolítics en les graveres de Sant Bartomeu.
- Poblats ibèrics de Tossal Gros i Torre Claret.

## Festes
- Sant Blai, 3 de febrer.
- Sant Bartomeu, 24 d'agost.